# كلية فورت وليم

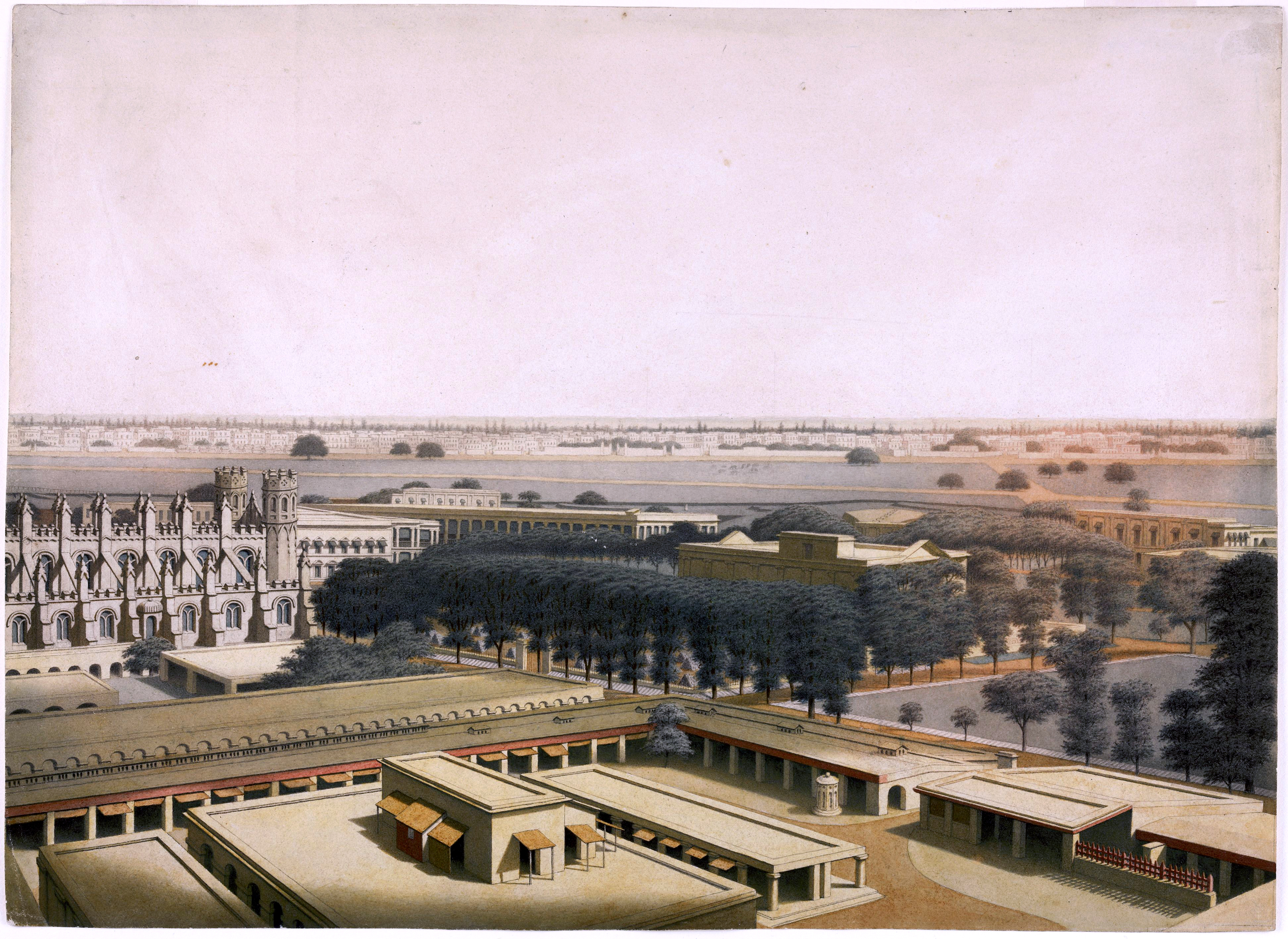

كلية فورت وليم هي كلية تقع في كلكتا. أنشأتها شركة شرقي الهند لتعليم كادرها اللغات والأديان المتبعة في الهند.